# Berufsvorbereitendes Soziales Jahr
Das Berufsvorbereitende Soziale Jahr (BSJ) der Lebenshilfe für Menschen mit geistiger Behinderung ist ein Orientierungsjahr zwischen Schule, Ausbildung und Beruf. Es beruht auf der Gesetzgebung des Freiwilligen Sozialen Jahres. 

## Überblick
Menschen zwischen 16 und 26 Jahren erproben dabei ihre Vorbereitung auf  die zukünftige Arbeitswelt. Sie werden angeleitet durch langjährige, berufserfahrene Mitarbeiter der Lebenshilfe. Das BSJ bietet die Möglichkeit, Erfahrungen im Berufsalltag zu sammeln und sich praxisbezogen auf Beruf, Ausbildung oder das Studium vorzubereiten.

## Schwerpunkte
Die BSJler engagieren sich praxisbezogen unter anderem mit folgenden fachlichen Schwerpunkten:
- Beratungs- und Serviceangebote: Persönliche Hilfestellung für Kinder, Jugendliche und Erwachsene mit Behinderung in Familie, Schule und Freizeit
- Wohnen: Unterstützung im Lebensalltag von Menschen mit Behinderung bei pädagogischen, betreuenden oder hauswirtschaftlichen Arbeiten.
- Arbeit: Unterstützung von Menschen mit Behinderung in der Arbeitswelt.
- Kindertageseinrichtungen und Schulen: Unterstützende Tätigkeit in heilpädagogischen und integrativen Kindertageseinrichtungen, Unterstützung von einzelnen Kindern in Schulen.
- Bildung, Freizeit und Sport, Kunst und Kultur: Unterstützung von Menschen mit Behinderung bei der Teilhabe am Leben in der Gemeinschaft.
- Reisebegleitung und Unterstützung: Begleitung und Unterstützung von Menschen mit Behinderung bei Bildungsmaßnahmen und Erholungsreisen im In- und Ausland.

## Voraussetzungen
Voraussetzungen sind lediglich die Beendigung der Schulpflicht und Interesse an der Unterstützung von Menschen mit geistiger Behinderung. Das BSJ ist ein sozialversicherungspflichtiges Beschäftigungsverhältnis mit mindestens 26 Urlaubstagen und einer monatlichen Vergütung von 401 Euro (netto). Die Teilnehmer erhalten über 12 Monate (nach Absprache sind auch andere Zeiträume möglich) eine qualifizierte Einführung in die Praxis, fachliche Begleitung und eine mehrtägige Fortbildung. Abschließend werden ein Zeugnis und ein Abschlusszertifikat überreicht.